# Might and Magic: The Secret of the Inner Sanctum
Might and Magic: The Secret of The Inner Sanctum est un jeu vidéo de type dungeon crawler développé par New World Computing, édité en 1986 sur Apple II. C'est le 1er jeu de la série Might and Magic. Il a été adapté en 1987 sur Commodore 64, IBM PC/Tandy 1000 et compatibles, et Macintosh puis sur MSX et NES. Il est également paru dans l'édition spéciale de Might and Magic VI: Le Mandat Céleste.

## Développement et naissance de la série
La version originale Apple II a été entièrement réalisée par Jon Van Caneghem durant les trois années précédant sa sortie. N'ayant pas trouvé d'éditeur, il distribua d'abord les copies du jeu par ses propres moyens. Il en vendit ainsi 5 000 copies jusqu'à ce qu'Activision décide d'éditer et d'assurer la distribution de Might and Magic.
En raison de son succès, le jeu est sorti sur d'autres plates-formes populaires à l'époque et a connu nombre de suites et séries dérivées.

## Histoire
Le jeu se déroule sur le monde de VARN sur lequel on trouve des plaines, des châteaux, des cavernes, des cités souterraines et un plan astral.
Le jeu se focalise sur 6 aventuriers qui essaient de découvrir le secret du Sanctuaire Intérieur, une sorte de "Saint Graal" de VARN. En essayant de découvrir le Sanctuaire Intérieur, les héros découvrent des informations concernant un mystérieux personnage nommé Corak a la recherche de Sheltem, un être maléfique disparu. Ils finissent par découvrir que Sheltem, qui se faisait passer pour le Roi de VARN et ils empêchent ses machinations maléfiques.
Ils découvrent aussi que VARN est l'acronyme de Vehicular Astropod Research Nacelle (Nacelle véhicule astrale de recherche) et que leur monde est en réalité une base spatiale construite pour abriter des colons. Alors que celui-ci ressemble en tout point à un monde médiéval d'héroic-fantasy, on y trouve effectivement des éléments de science-fiction. (Un trait partagé par des pionniers du RPG sur ordinateur, comme Ultima et Wizardry.  Les héros finissent par passer un portail menant à un nouveau monde, CRON, sans savoir que Sheltem a disparu lui aussi dans ce monde.

## Système de jeu
Might and Magic utilise une vue à la première personne similaire à celle de Bard's Tale, où le monde est divisé en grilles ressemblant à des labyrinthes. Le joueur peut se déplacer en avant, en arrière ou pivoter de 90° à droite ou à gauche. Le joueur contrôle un groupe de 6 personnages dont les compétences sont attribuées selon certaines règles. L'exploration et le combat sont basés sur du tour-à-tour, par conséquent le rythme du jeu est contrôlé par le joueur. Dans ce premier épisode, les créatures ennemies sont invisibles jusqu'à ce que l'équipe se trouve sur le même carré, ainsi le joueur est souvent plongé dans le combat sans prévenir. Le jeu est basé sur le monde médiéval fantastique de VARN (Vehicular Astropod Research Nacelle) qui présente du terrain extérieur, des châteaux, des grottes, des donjons et une plaine astrale, que l'équipe doit explorer à la recherche du Sanctuaire Intérieur et de son secret. La plupart des créatures ennemies rencontrées sont d'origine fantastique.

## Mécanismes de jeu

### Personnages
Les personnages dans Might and Magic et ses successeurs sont définis par des règles comme la majorité des jeux de rôles.
Les personnages sont définis à travers plusieurs facteurs : Force, Endurance, Précision, Personnalité, Intelligence et Chance.
Il y a six classes de personnages :
- Chevalier
- Clerc
- Voleur
- Sorcier
- Paladin sont des personnages de type Guerrier qui ont accès à la magie cléricale à partir d'un certain niveau d'expérience.
- Archers sont des combattants plutôt limités qui peuvent utiliser des armes de jet même lors de combats rapprochés, et avoir accès aux sorts du Sorcier à niveau élevé.

Chaque personnage est assigné à une race au début du jeu : Humain, Elfe, Demi-orc, Gnome ou Nain. Cela affecte les statistiques de départ du personnage et sa résistance à diverses attaques.
L'alignement est aussi spécifié pour tous les personnages, mais du fait que le groupe évolue et agit ensemble, les conséquences sont minimes. Un personnage peut aussi bien être masculin que féminin.

### Magie
Il y a deux types de sorts dans Might and Magic : les sorts de Sorcier et les sorts Cléricaux. Les sorts de Sorcier sont disponibles aux Sorciers et aux Archers, les sorts Cléricaux sont disponibles pour les Clercs et les Paladins. La capacité à jeter des sorts est régie par les points de sorts. Pour les jeteurs de sorts de Sorcier, les points de sorts sont régis par la statistique Intelligence. Pour les jeteurs de sorts Cléricaux, les points de sorts sont régis par la statistique Personnalité.
Les sorts de Sorcier sont plutôt de type offensif, infligeant des dommages aux créatures ennemis. Les sorts Cléricaux sont de nature défensive ou à aider le groupe (soins, défense, guérison du poison ou autres effets indésirables).

### Exploration
Le monde est représenté comme un labyrinthe, les murs étant des montagnes, des forêts ou autres obstacles qui peuvent être rencontrés lors du jeu. Si le groupe se déplace à un endroit où il y a des créatures hostiles, une phase de combat se déclenche.

### Combat
Lorsque le groupe rencontre des créatures ennemies, le joueur a les possibilités suivantes :  fuir le combat, se rendre ou attaquer. Si le joueur décide d'attaquer ou si la tentative d'évasion a échoué, le combat se déclenche.
Sur la majorité des plates-formes, l'interface du combat est présentée sous forme de textes uniquement. Le combat mené est un combat au tour à tour, chaque combattant intervenant par rapport à sa caractéristique de vitesse. Chaque tour, un bonus de vitesse aléatoire est donné soit aux personnages du groupe soit aux créatures ennemies. À chaque tour, le joueur doit sélectionner une action d'une liste d'options donnée, incluant l'attaque d'une créature, le jet d'un sort ou la tentative d'évasion.
Le combat se termine lorsque tous les combattants d'un des deux camps sont inconscients ou morts (leurs points de vie à 0), ou ont fui le combat. Le joueur peut aussi perdre le combat si tous les personnages sont endormis ou paralysés.

## Accueil
Le jeu a notamment été introduit dans le Hall of Fame du magazine Computer Gaming World en août 1988.